# Jacques de Serizay
Jacques de Serizay (ca. 1590-noviembre de 1653) fue un poeta y hombre de letras francés, nacido en París y fallecido en La Rochefoucauld. Fue miembro de la primera generación de académicos integrándose a la naciente Academia francesa el 13 de marzo de 1634 y ocupando su primera presidencia. Ocupó la silla número 3.

## Datos biográficos
No hay muchos datos sobre la obra de Serizay. Paul Pellisson dice: « No hay mucho impreso de este autor; pero hay muchas poesías que podrían haber sido publicadas. » A lo cual, d'Olivet agregó: « murió en La Rochefoucauld en el mes de noviembre de 1653. Es poco conocido, si no es por algunas poesías, cortas y pocas, publicadas en la reseña de Sercy. » 
Serizay, miembro de la Sociedad de Amigos de Conrart, fue uno de los oponentes a la formación de la Academia Francesa bajo el protectorado del cardenal Richelieu. Se ha sospechado el motivo de su oposición en cuestiones personales: Serizay era el intendente del duque de La Rochefoucauld, qui era enemigo político del cardenal, y quien, al no sentirse bien en la corte se había retirado a su gobierno en Poitou. La Academia escogió sin embargo a Serizay para que él escribiera la carta al cardenal pidiéndole el honor de poner la compañía bajo su protección. Después de eso, Serizay fue el primer presidente de la Academia.
La función de presidente tenía en la época una duración de dos meses. A pesar de esto, Serizay lo fue del 13 de marzo de 1634 al 11 de enero de 1638. Cuando el canciller Séguier expresó su deseo de entrar a la Academia, se acordó una visita para agradecerle el honor de su preferencia y Serizay llevó la voz cantante del agradecimiento. Pellisson cuenta que: « Su arenga fue leída ocho días después en la asamblea. Se dijo que se conservaría una copia de ella pero por alguna razón no se ha encontrado en los archivos tal documento ni ninguno de los muchos discursos dichos por Serizay a lo largo del tiempo que presidió a la institución (casi cuatro años). » Serizay fue uno de los cuatro personajes encargados de pulir Les Sentiments de l'Académie sur la tragi-comédie du Cid (Los sentimientos de la Academia sobre la obra El Cid, de Corneille). También tuvo la encomienda de escribir el epitafio de Richelieu a la muerte de éste.